# La Foudre
La Foudre (titre original : Lightning) est un roman de Danielle Steel, paru aux États-Unis en 1995 puis en France, aux Presses de la Cité, dans une traduction de Vassoula Galangau, en 1996,.

## Synopsis
Les événements du roman tournent autour d'Alexandra Parker, une célèbre avocate de New York pour qui tout semble aller pour le mieux : heureuse dans son mariage avec l'un des financiers les plus célèbres de Wall Street, mère d'une adorable petite fille, elle se distingue de surcroit dans sa vie professionnelle. 
Tout bascule à la suite d'un éprouvant cancer du sein : entre la mammectomie, chimio éprouvante, son mari Sam Parker incapable de faire face à la situation et qui préfère la quitter -non sans la faire souffrir d'abord par ses sarcasmes-, tout s'effondre pour elle. 
Sa fille reste sa seule raison de vivre, Alexandra trouvant également un support inattendu auprès de sa secrétaire et de son jeune associé, Brock Stevens, qui pourrait bien devenir beaucoup plus. 